# Hymenophyllum rufofibrillosum
Hymenophyllum rufofibrillosum là một loài thực vật có mạch trong họ Hymenophyllaceae. Loài này được Ching & Z.Y. Liu miêu tả khoa học đầu tiên năm 1983.